# Maurice Vieux
Maurice Edgard Vieux (* 14. April 1884 in Savy-Berlette bei Arras; † 28. April 1951 in Paris) war ein französischer Bratschist und Komponist und Professor für Bratsche am Pariser Konservatorium.

## Leben und Werk
Nachdem Vieux den ersten Musikunterricht von seinem Vater erhalten hatte, kam 1899 ans Pariser Konservatorium in die Klasse von Théophile Laforge, dem ersten Professor für Bratsche. 1902 schloss Maurice Vieux seine Studien mit einem ersten Preis ab. Anschließend war er von 1907 bis 1949 erster Bratschist  an der Pariser Oper und dem Orchestre de la Société des Concerts du Conservatoire, dem heutigen Orchestre de Paris. 1918, nach dem Tod von Laforge, erhielt er dessen Professur für Bratsche am Konservatorium.
Unter den Kompositionen von Vieux sind vor allem seine „20 Etüden für Bratsche“ (Vingt Études pour Alto) bekannt geworden, die 1927 bei den Éditions Alphonse Leduc erschienen. Zudem wurden ihm zahlreiche Kompositionen für Bratsche gewidmet, darunter von Max Bruch (Romanze für Viola und Orchester, op. 85, 1911), Reynaldo Hahn, Désiré-Émile Inghelbrecht und Joseph Jongen.

## Einspielungen
2022 veröffentlichte der italienische Bratschist Marco Misciagna die Weltersteinspielung sämtlicher Werke für Solo-Bratsche von Maurice Vieux.

## Internationaler Bratschenwettbewerb
Der 1983 gegründete Internationale Bratschenwettbewerb „Maurice Vieux“ (Concours International d'Alto Maurice Vieux) ist nach ihm benannt. Zu den Preisträgern zählen u. a. Tabea Zimmermann (1983, 1. Platz), Marius Nichiteanu (1983, 2. Platz) und Antoine Tamestit (2000, 1. Platz).